# محمد إسماعيل جوهرجي
محمد إسماعيل جوهرجي (1938 - 20 يناير 2015)، شاعر ولغوي وتربوي سعودي، اشتهر بمؤلفات غير مسبوقة في النحو والعروض منها كتاب (مصادر النوتة الشعرية)، الذي تمكن عبره من اكتشاف تحرك الرموز العروضية الخليلية تبعًا لحركة صوت الحروف، وكتاب (التقطيع العروضي الحرفي للمعلقات العشر) الذي يُعد أول بحث علمي يقطع أبيات المعلقات العشر تقطيعًا عروضيًا حرفيًا، وقد أنجزه في غضون أسبوعين، وحاز على الجائزة التقديرية من نادي أبها الأدبي، وكرمته اثنينية عبد المقصود خوجة، كما كرمته وزارة الثقافة والإعلام في معرض الرياض الدولي للكتاب عام 2007، وصدرت أعماله الكاملة عن اثنينية عبد المقصود خوجة، وكان أول مدير لثانوية الثغر بجدة بعد فصلها عن المرحلة المتوسطة، وقد ذكرت له ترجمة في (قاموس الأدب والأدباء في المملكة العربية السعودية)، الصادر عام 2014، وقبل وفاته بنحو 3 أعوام أصدر سيرته الذاتية معنونةً بـ (قبل النسيان).

## أعماله
- عمل معلمًا للمرحلة الثانوية في مدارس الثغر النموذجية بجدة خلال عامي 1964-1965.
- عمل بصفته أول مدير لثانوية الثغر بعد فصلها عن المرحلة المتوسطة عام 1971.
- نشر معظم شعره في المجلات الأدبية السعودية والعربية.
- شارك الإذاعة بأحاديث تربوية عبر برنامجي (الجيل الجديد) و(آفاق التربية).[4]

## دواوينه
- أحلام الصبا.
- النغم الظامئ.
- عطر وموسيقى.
- اليقين.
- أبخرة الرماد.
- نبض الضفائر.
- شرح الضمير.[4]

## مؤلفاته في النحو والعروض
- الموجز في النحو.
- قال الفتى.
- مصادر النوتة الشعرية.
- غياب الصوت في الرمز العروضي.
- التقطيع العروضي للمعلقات العشر.[4]